# Biefeld-Brown-Effekt

Versuchsaufbau

Der Biefeld-Brown-Effekt ist ein in den 1920er Jahren von Thomas Townsend Brown entdeckter physikalischer Effekt, der sich durch eine Schubkraft in Richtung der kleineren Platte eines mit Hochspannung aufgeladenen asymmetrischen Kondensators äußert. Er ist zusätzlich nach Paul Alfred Biefeld benannt, einem Professor an der Denison University in Granville (Ohio), bei dem Brown Laborassistent war und mit dem er über Kondensatoren zusammenarbeitete. Die ursprünglichen Veröffentlichungen zu dem Effekt waren ausschließlich Patentschriften von Brown (Patenterteilung 1928 und 1960, 1962, 1965). Nach Brown ist der Effekt am größten wenn die kleinere Elektrode positiv geladen ist. Brown schlug eine Verwendung für Pumpen oder die Bewegung von Fahrzeugen vor.
Der Biefeld-Brown-Effekt wird höchstwahrscheinlich von im Feld der Elektroden beschleunigten Ionen erzeugt. An der kleineren Platte des Kondensators werden Moleküle des umgebenden Mediums aufgrund der dort hohen elektrischen Feldstärke ionisiert und in Richtung der größeren Platte beschleunigt. Dabei reißen sie über Stoßprozesse weitere, nicht ionisierte Moleküle mit und erzeugen so einen Nettoschub, der den Kondensator in Richtung der kleineren Platte schiebt. Theorien hierzu bauen auf der Plasmaphysik auf.
Ein oftmals (auch von T. T. Brown) behaupteter Biefeld-Brown-Effekt im Vakuum konnte bisher durch seriöse Experimente noch nicht belegt werden. Weiter wird häufig vor allem von pseudowissenschaftlichen Quellen behauptet, dass der Effekt auf Elektrogravitation, einer hypothetischen Kopplung des elektromagnetischen Feldes an die Gravitation, zurückzuführen sei. Von Naturwissenschaftlern wird dies abgelehnt: Zum einen zeigen Versuche mit Liftern, kleinen Fluggeräten, deren Antriebsprinzip vermutlich auf dem Biefeld-Brown-Effekt beruht, dass die Stärke der Schubkraft nicht von der Position und Ausrichtung des Gerätes im Raum und insbesondere zur Erde abhängt, was einen gravitativen Effekt ausschließt. Zum anderen lässt sich der Effekt im Rahmen der normalen Physik durchaus erklären.
Zum einfachen Nachweis kann eine Torsionswaage benutzt werden, an deren Ende ein asymmetrisch aufgebauter Kondensator angebracht ist, der an einer Hochspannungsquelle für Gleichstrom liegt.